# 이야리 리몬
이야리 리몬(스페인어: Iyari Limón, 1976년 7월 8일 ~ )은 미국의 배우 겸 성우이다. 미국 로스앤젤레스에서 성장했다. 드라마 《뱀파이어 해결사》, 《제인 더 버진》 등에 출연했고, 게임 《데드 스페이스》에서 니콜 브레넌 역, 《L.A. 누아르》에서 클로비스 역 성우를 맡았다.

## 방송
- 뱀파이어 해결사 7

## 영화
- 데스 바이 인게이지먼트 (2005년) - 에리카 역
- 더블 팀드 (2002년)
- 킹 코브라 (1999년)
- 뱀파이어 해결사 (1997년)